# Академічне видання
Академічне видання — найповніше, ретельно підготовлене наукове видання, що містить вивірений за першоджерелом за принципом de visu текст твору, і обов'язково оснащене розгалуженим науково-допоміжним апаратом — розгорнутими коментарями, аналітичними розвідками, документальними джерелами та іншими довідковими матеріалами.
Зазвичай науково-допоміжний апарат охоплює: передмову в першому томі, що містить огляд творчості письменника, аналіз його ідейної та творчої позиції, своєрідності художнього світу та манери, приналежності до певного літературного напряму; статтю «Від редакції» (або «Від видавництва», «Від редакційної колегії»), в якій сформульовано цілі та завдання; описано обґрунтування типу видання і кількості томів; орфографічні принципи видання; критерії вибору джерела основного тексту; порядок розташування матеріалів; подано коротку характеристику інших частин науково-допоміжного апарату видання — стислих коментарів (вони бувають бібліографічними, текстологічними, джерелознавчими, історико-літературними, лінгвістичними тощо) і покажчиків (можуть бути іменними, назв творів, предметними, термінологічними, географічними, діалектними, застарілих слів тощо), а також списку прийнятих у виданні умовних скорочень і знаків.
Академічні видання здебільшого орієнтовані на підготовлених читачів з відповідною профільною освітою — філологів, літературознавців, юристів, істориків, книгознавців, культурологів тощо, які поглиблено цікавляться творчістю письменника або вченого. Такі видання мають порівняно невеликі тиражі і призначені насамперед для комплектування національних, наукових, обласних, спеціальних бібліотек.

## Історія
В Україні перші спроби видання академічного типу пов'язані з творчістю Т. Г. Шевченка. Наприкінці 20-х pоків 20 сторіччя підготовку «Повного зібрання» його творів розпочала АН УРСР. Вийшли лише 3-й (листи) і 4-й (щоденник) томи. Незавершеним лишилося й «Повне зібрання творів», яке готував на початку 30-х pоків Інститут Тараса Шевченка. У середині 30-х pоків розпочато підготовку «Повного зібрання творів» у 10 томах — комплексного академічного видання, яке мало охоплювати літературну і мистецьку спадщину Т. Шевченка. Літературні твори, листи та фольклорні записи підготував Інститут літератури ім. Т. Г. Шевченка АН УРСР (т. 1—6), малярські та графічні твори — Інститут мистецтвознавства, фольклору та етнографіїім. М. Т. Рильського АН УРСР спільно з музеєм Шевченка Т. Г. у Києві (т. 7—10 у 5 книгах), 1-й і 2-й томи вийшли 1939, наступні — у післявоєнний час (т. 3—6, 1949—57, т. 7—10, 1961—63). 
У 1952 — 53 вийшло академічне Повне зібрання творів І. Котляревського у 2 томах.

## Особливості
У порівнянні з такими типами літератури, як науково-популярна та документальна, академічне видання є найякіснішим науковим типом видання за критерієм повноти представленої інформації і тому призначається передусім для дослідників.
Зазвичай, до категорії академічних видань належать повні зібрання творів видатних діячів літератури, науки, мистецтва, громадської думки тощо. Це, наприклад, повні зібрання творів Т. Шевченка, М. Коцюбинського, І. Франка, Л. Українки, Г. Сковороди, М. Грушевського, «Руська Правда», Пересопницьке Євангеліє, «Словник української мови» у 20-ти томах та ін. 
На відміну від звичайних багатотомних зібрань творів письменників академічні видання містять художні твори як завершені, так і незавершені, публіцистичну й епістолярну спадщину, щоденники, записні книжки, нотатки тощо. Водночас існують і повні зібрання творів, які через відсутність науково-допоміжного апарату належного рівня не можна вважати академічними.
Існують різні способи групування матеріалів в академічних виданнях. Найпростішим є хронологічний порядок розміщення. Проте такий підхід є механічним, формалістичним, оскільки відбувається безсистемне змішування жанрів — прози, поезії, драматургії, епістолярних документів, а це не сприяє повноцінному сприйняттю творчості письменника. Тому переважає жанрово-хронологічний принцип: групування творів у межах одного чи кількох томів поспіль за жанрами, з дотриманням строгого хронологічного порядку в середині жанрових розділів.